# Orgue de tribune de la cathédrale Sainte-Marie de Lombez

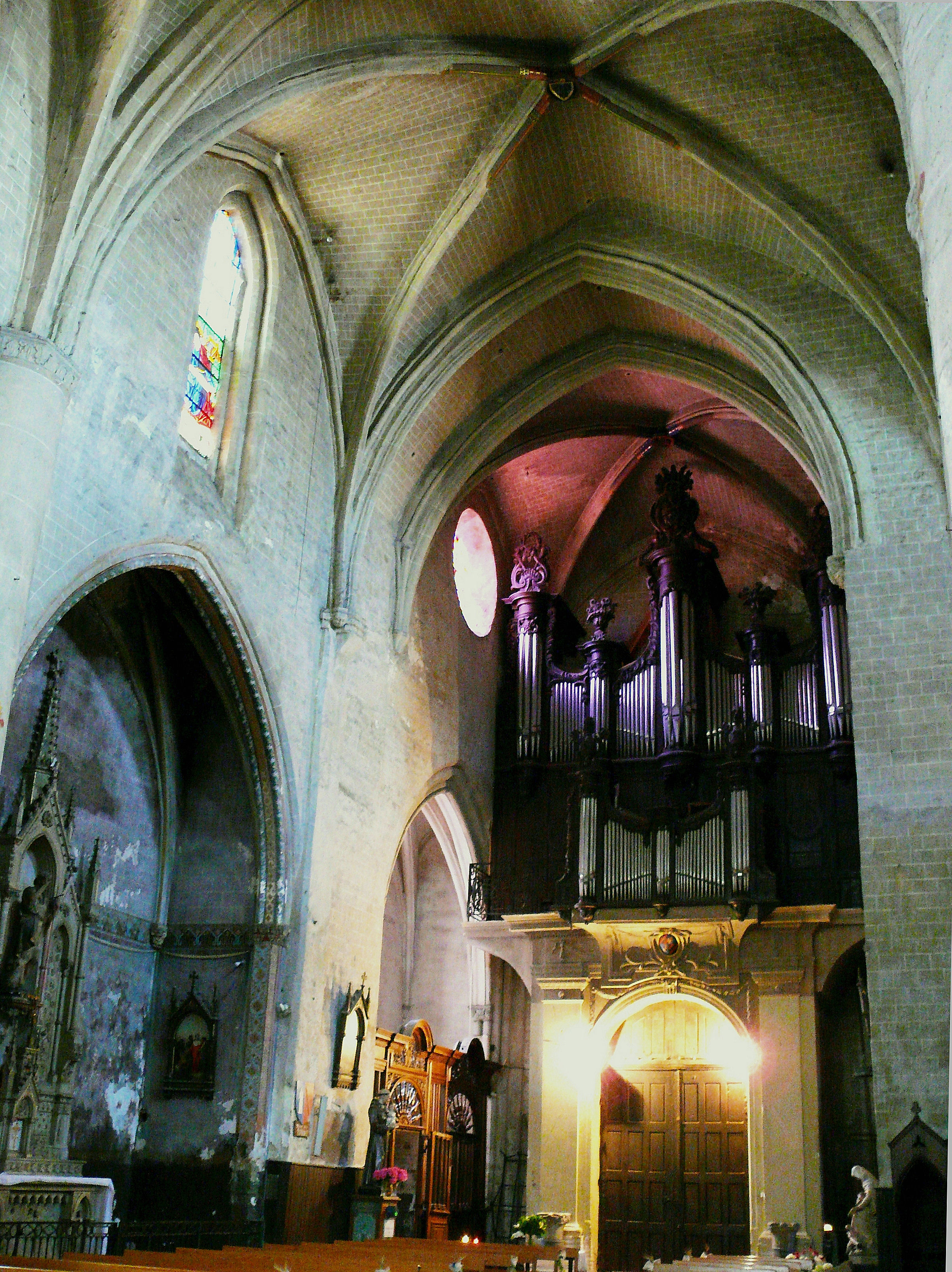
Vue de l'orgue sur la tribune au-dessus du portail principal à l'intérieur de la cathédrale.

L'orgue de tribune de la cathédrale Sainte-Marie de Lombez est un orgue installé sur la tribune de la cathédrale Sainte-Marie de Lombez. Il est classé au titre objet par les monuments historiques.

## Localisation
L'orgue est installé sur la tribune de l'ancienne cathédrale Sainte-Marie de Lombez dans le département du Gers en Occitanie dans la région historique de Gascogne en France.

## Historique
Construit en 1743 par Pierre de Montbrun, l'orgue est placé dans la nef de gauche de la cathédrale Sainte-Marie de Lombez. Il est agrandi entre 1780 et 1782 par Guillaume Monturus, facteur d'orgue à Auterive et transféré dans la nef principale. Le buffet, de style classique, est élargi par les tourelles 2 et 3 entre les tourelles 1, 4 et 5. L'instrument est reconstruit en 1879 par Jules Magen, des ateliers Magen Fils & Frères, facteurs d'orgues à Agen. En 1990, l'orgue de Monturus est reconstitué par Pierre Vialle, facteur d'orgue à Fleurance. La console en fenêtre comprend trois claviers et un pédalier à la française,.

## Composition
Dans un excellent état, il possède quatre soufflets cunéiformes, une transmission et un tirage des jeux mécaniques. La tuyauterie est ancienne pour la majeure partie et coupée au ton. Il est équipé d'un accouplement Pos/GO à tiroir et d'un tremblant doux. Son diapason est le la 392. Son tempérament est inégal (4 tierces pures). Il possède 33 jeux disposés sur 3 claviers et un pédalier, :  
| Grand Orgue - 50 notes ut1 à ré5 sans 1er ut# - Bourdon 16 - Montre 8 - Bourdon 8 - Prestant 4 - Nazard 2 2/3 - Doublette 2 - Tierce 1 3/5 - Cornet V - Fourniture IV - Cymbale III - 1e trompette 8 - 2e trompette 8 - Clairon 4 - Voix humaine 8 | Positif de dos - 50 notes ut1 à ré5 sans 1er ut# - Bourdon 8 - Flûte allemande 4-8 - Prestant 4 - Nazard 2 2/3 - Doublette 2 - Tierce 1 3/5 - Cornet III - Fourniture III - Cymbale II - Trompette 8 - Cromorne 8 - Clairon 4 | Récit - 32 notes sol2 à ré5 - Flûte allemande 8 - Cornet V - Hautbois 8 Pédalier - 26 notes ut1 à ré3 sans 1er ut# - Flûte 8 - Flûte 4 - Trompette 8 - Clairon 4 |

## Protection du patrimoine
L'orgue de tribune de la cathédrale Sainte-Marie de Lombez est classé au titre objet par les monuments historiques. La partie instrumentale est classée le 9 février 1976. Le buffet est classé le 29 février 1980.

## Utilisation
Propriété de la commune, l'orgue est affecté à la paroisse de Lombez pour une utilisation liturgique régulière. Cinq concerts sont organisés chaque année par l'association des amis de l'orgue de Lombez-Samatan. Il est accessible en demandant les clés en mairie ou une visite commentée à l'organiste titulaire, Emmanuel Schublin. Il est entretenu par Pierre Vialle, facteur d'orgue à Fleurance,.